# معنيوس

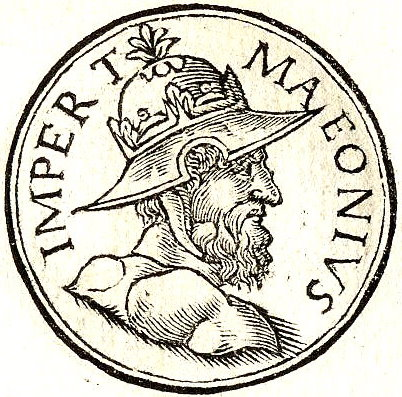
معنيوس من كتاب إشارات إلى الأيقونات والعلامات

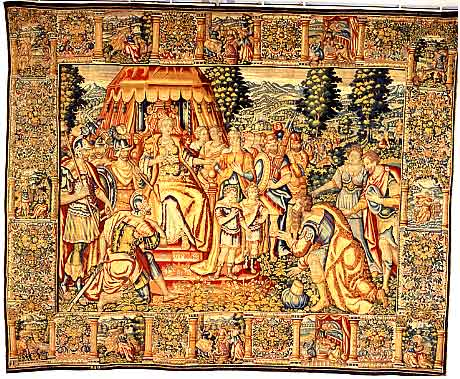
زنوبيا تحكم بالإعدام على معنيوس قاتل زوجها أذينة نهاية القرن السادس عشر صناعة بروكسل

معنيوس (توفي عام 267)، أو ماكونيوس ، كان مغتصبًا للسلطة [الإنجليزية]، والذي حكم تدمر لفترة وجيزة، وفقًا لكتاب تاريخ أوغستا. وهو مدرج ضمن قائمة الطغاة الثلاثين [الإنجليزية].

## الحياة
كان ابن أخ (وفقًا لزوناراس ) أو ابن عم (وفقًا لـ تاريخ أوغستا) لأذينة من تدمر، الذي تولى السيطرة على المقاطعات الشرقية للإمبراطورية الرومانية بعد هزيمة الإمبراطور فاليريان في معركة وأسره على يد شابور الأول من الإمبراطورية الساسانية.
وفقًا لتاريخ أوغستا، قتل معنيوس أذينة وابنه هيران أثناء الاحتفال، بسبب مؤامرة نظمتها زنوبيا، زوجة أذينة، التي أرادت أن يخلف أبناؤها زوجها بدلًا من هيران (الذي كان ابن أذينة من امرأة أخرى). وفقًا لجيبون، كانت جريمة القتل انتقامًا للحبس القصير الذي فرضه أذينة على معنيوس لعدم احترامه.
يخبرنا زوناراس أن معنيوس قُتل فورًا بعد مقتل أذينة، بينما يذكر تاريخ أوغستا أن معنيوس أعلن نفسه إمبراطورًا، وسرعان ما قتلته زنوبيا، من أجل الاستيلاء على السلطة لنفسها.